# Küllük (Iğdır)
 (juin 2020).
Küllük est un petit village turc de la région d'Iğdır.

## Géographie
Le village se situe à 15 km de la ville de Iğdır.

## Population
| Population du village au fil des années | Population du village au fil des années |
| --------------------------------------- | --------------------------------------- |
| 2019                                    | 964                                     |
| 2018                                    | 977                                     |
| 2017                                    | 976                                     |
| 2016                                    | 1.012                                   |
| 2015                                    | 953                                     |
| 2014                                    | 947                                     |
| 2013                                    | 969                                     |
| 2012                                    | 1.026                                   |
| 2011                                    | 1.024                                   |
| 2010                                    | 981                                     |
| 2009                                    | 934                                     |
| 2008                                    | 925                                     |
| 2007                                    | 944                                     |

## Économie
L'économie du village est basé sur l'agriculture et l'élevage.